# Temporada 1957-58 de los Boston Celtics
La temporada 1957-58 fue la duodécima de los Boston Celtics en la NBA. La temporada regular acabó con 49 victorias y 23 derrotas, clasificándose para los playoffs, en los que alcanzaron las Finales, repitiéndose el mismo enfrentamiento del año anterior, perdiendo en esta ocasión frente a los St. Louis Hawks.

## Elecciones en elDraft
| Ronda | Puesto | Jugador     | Posición | Nacionalidad   | Universidad |
| ----- | ------ | ----------- | -------- | -------------- | ----------- |
| 1     | 1      | Sam Jones   | Base     | Estados Unidos | NC Central* |
| 2     | 16     | Dick O'Neal | Alero    | Estados Unidos | TCU         |
| 6     | 48     | Maury King  | Base     | Estados Unidos | Kansas      |

## Temporada regular
| División Este           | División Este | División Este | División Este | División Este | División Este | División Este | División Este | División Este |
| Equipo                  | G             | P             | %             | PD            | Casa          | Fuera         | Neutral       | Div           |
| ----------------------- | ------------- | ------------- | ------------- | ------------- | ------------- | ------------- | ------------- | ------------- |
| x-Boston Celtics        | 49            | 23            | .681          | -             | 25-4          | 16-13         | 8-6           | 20-16         |
| x-Syracuse Nationals    | 41            | 31            | .569          | 8             | 26-5          | 8-20          | 7-6           | 21-15         |
| x-Philadelphia Warriors | 37            | 35            | .514          | 12            | 15-11         | 11-19         | 11-5          | 17-19         |
| New York Knicks         | 35            | 37            | .486          | 14            | 16-12         | 11-18         | 8-7           | 14-22         |

## Playoffs

### Finales de División
Boston Celtics vs. Philadelphia Warriors
| Fecha       | Partido                                      | Ciudad     |
| ----------- | -------------------------------------------- | ---------- |
| 19 de marzo | Boston Celtics 107, Philadelphia Warriors 98 | Boston     |
| 22 de marzo | Philadelphia Warriors 87, Boston Celtics 109 | Filadelfia |
| 23 de marzo | Boston Celtics 106, Philadelphia Warriors 92 | Boston     |
| 26 de marzo | Philadelphia Warriors 112, Boston Celtics 97 | Filadelfia |
| 27 de marzo | Boston Celtics 93, Philadelphia Warriors 28  | Boston     |
|             | Boston gana las series 4-1                   |            |

### Finales de la NBA
Boston Celtics - St. Louis Hawks
| Fecha       | Partido                                 | Ciudad    |
| ----------- | --------------------------------------- | --------- |
| 29 de marzo | Boston Celtics 102, St. Louis Hawks 104 | Boston    |
| 30 de marzo | Boston Celtics 136, St. Louis Hawks 112 | Boston    |
| 2 de abril  | St. Louis Hawks 111, Boston Celtics 108 | St. Louis |
| 5 de abril  | St. Louis Hawks 98, Boston Celtics 109  | St. Louis |
| 9 de abril  | Boston Celtics 100, St. Louis Hawks 102 | Boston    |
| 12 de abril | St. Louis Hawks 110, Boston Celtics 109 | St. Louis |
|             | St. Louis gana las finales 4-2          |           |

## Estadísticas
| Rk | Jugador          | Edad | P  | PT | MP   | TC  | TCI  | %TC  | 3P | 3PI | %3P | TL  | TLI | %TL  | RO | RD | RT   | AS  | RB | TAP | BP | FP  | PTS  |
| -- | ---------------- | ---- | -- | -- | ---- | --- | ---- | ---- | -- | --- | --- | --- | --- | ---- | -- | -- | ---- | --- | -- | --- | -- | --- | ---- |
| 1  | Bill Sharman     | 31   | 63 |    | 35.1 | 8.7 | 20.6 | .424 |    |     |     | 4.8 | 5.4 | .893 |    |    | 4.7  | 2.7 |    |     |    | 2.5 | 22.3 |
| 2  | Bob Cousy        | 29   | 65 |    | 34.2 | 6.8 | 19.4 | .353 |    |     |     | 4.3 | 5.0 | .850 |    |    | 5.0  | 7.1 |    |     |    | 2.1 | 18.0 |
| 3  | Tom Heinsohn     | 23   | 69 |    | 32.0 | 6.8 | 17.8 | .382 |    |     |     | 4.3 | 5.7 | .746 |    |    | 10.2 | 1.8 |    |     |    | 4.0 | 17.8 |
| 4  | Bill Russell     | 23   | 69 |    | 38.3 | 6.6 | 15.0 | .442 |    |     |     | 3.3 | 6.4 | .519 |    |    | 22.7 | 2.9 |    |     |    | 2.6 | 16.6 |
| 5  | Frank Ramsey     | 26   | 69 |    | 29.7 | 5.5 | 13.0 | .419 |    |     |     | 5.6 | 6.8 | .811 |    |    | 7.3  | 2.4 |    |     |    | 3.6 | 16.5 |
| 6  | Lou Tsioropoulos | 27   | 70 |    | 26.0 | 2.8 | 8.9  | .317 |    |     |     | 2.0 | 3.0 | .686 |    |    | 6.2  | 1.6 |    |     |    | 3.5 | 7.7  |
| 7  | Arnie Risen      | 33   | 63 |    | 17.8 | 2.1 | 6.3  | .338 |    |     |     | 1.8 | 2.7 | .683 |    |    | 5.7  | 0.8 |    |     |    | 3.1 | 6.1  |
| 8  | Jack Nichols     | 31   | 69 |    | 17.7 | 2.5 | 7.0  | .351 |    |     |     | 0.9 | 1.2 | .738 |    |    | 4.4  | 0.9 |    |     |    | 1.8 | 5.8  |
| 9  | Jim Loscutoff    | 27   | 5  |    | 11.2 | 2.2 | 6.2  | .355 |    |     |     | 0.2 | 0.6 | .333 |    |    | 4.0  | 0.2 |    |     |    | 1.6 | 4.6  |
| 10 | Sam Jones        | 24   | 56 |    | 10.6 | 1.8 | 4.2  | .429 |    |     |     | 1.1 | 1.5 | .714 |    |    | 2.9  | 0.7 |    |     |    | 0.8 | 4.6  |
| 11 | Andy Phillip     | 35   | 70 |    | 16.6 | 1.4 | 3.9  | .355 |    |     |     | 0.6 | 1.0 | .592 |    |    | 2.3  | 1.7 |    |     |    | 1.7 | 3.4  |

## Galardones y récords
| Jugador      | Galardón                                                  |
| Bob Cousy    | Mejor quinteto de la NBA                                  |
| Bill Sharman | Mejor quinteto de la NBA                                  |
| Bill Russell | 2º Mejor quinteto de la NBA MVP de la Temporada de la NBA |